# Chambre nuptiale Borgherini

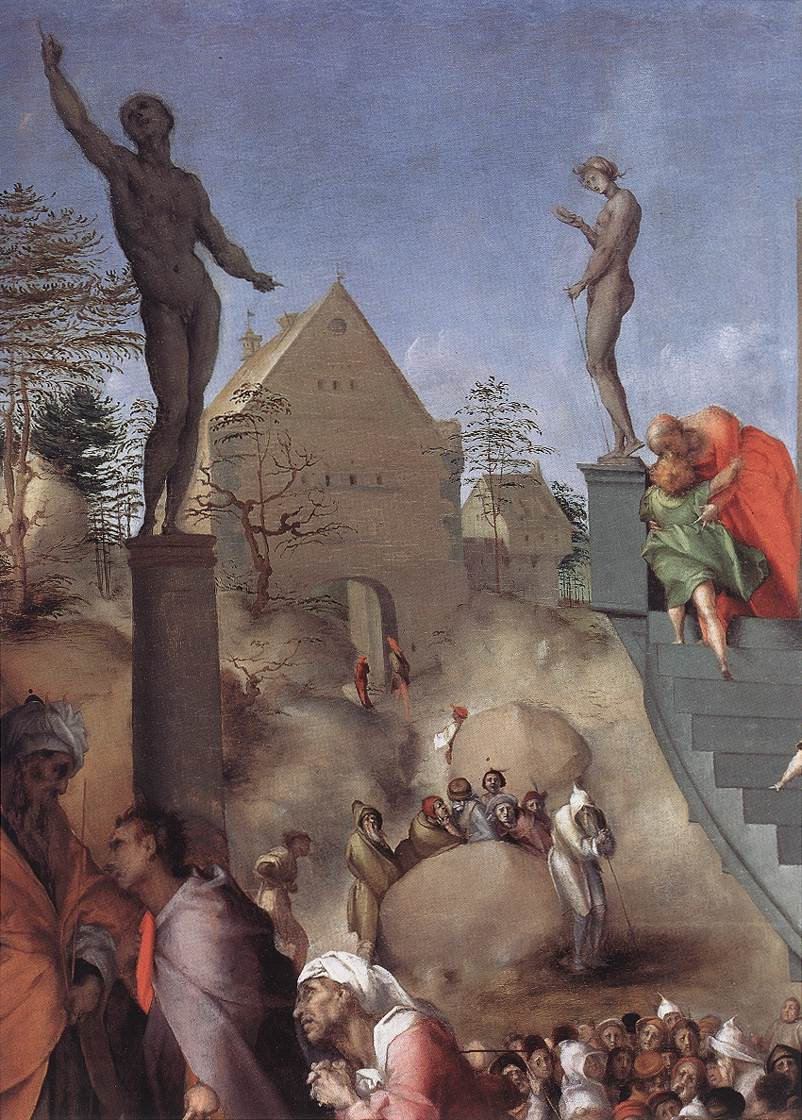
Pontormo, Joseph en Egypte, détail

La Chambre nuptiale Borgherini (en italien :  Camera nuziale Borgherini) désigne un cycle de peintures autrefois présentes au Palais Borgherini à Florence.

## Histoire
De 1515 à 1520, Salvi Borgherini, commande à un groupe de peintres actifs à Florence la décoration de la chambre nuptiale de son fils Pierfrancesco à l'occasion de son mariage en 1515 avec Margherita Acciaiuoli. Divers panneaux décorent la tête de lit, les cassoni et les dossiers avec les Histoires de saint Joseph, œuvres de Pontormo, Andrea del Sarto, Francesco Granacci et Bacchiacca.
Les premiers travaux sont de Pontormo et Granacci, suivis par ceux d'Andrea del Sarto et probablement de Bacchiacca.
Le résultat est tel qu'en 1529 la Signoria veut l'offrir à au roi de France François Ier. 
La missive que Margherita Acciaiuoli adresse à Giovanni Battista della Palla qui, pendant le siège de Florence en 1530 et profitant de l'exil des Borgherini à Lucques, avait tenté de faire prélever les tableaux du mobilier est cinglante :
« Vilissimo rigattiere, mercantuzzo da quattro denari, questo letto che tu vai cercando […] è il letto delle mie nozze per onor delle quali Salvi mio suocero fece tutto questo magnifico apparato… »
— Margherita Acciaiuoli, .

« (Très) Lâche brocanteur, petit marchand de quatre sous, ce lit que tu vas chercher […] est le lit de mes noces pour l'honneur desquelles Salvi mon beau-père fit tout ce magnifique apparat… »
— .
Les héritiers par contre, en 1584, cèdent à François Ier de Médicis les panneaux d'Andrea del Sarto et de Granacci qui sont conservés au musée des Offices et à la Galerie Palatine, tandis que les autres, dispersés entre des collections florentines et romaines, finissent à la National Gallery de Londres et à la Galerie Borghèse de Rome.

## Description
La chambre dessinée par Baccio d'Agnolo est probablement un ensemble architectural en bois comprenant du mobilier varié décoré par des panneaux tous peints à huile sur bois. Vasari fait ainsi la liste des « spalliere, cassoni, sederi e letto di noce tutti pieni di putti intagliati con somma diligenza e decorati dalle pitture ».
Le thème général est la vie de Joseph, préfigurant la Vie du Christ et l'exaltation de la divine Providence et des vertus chrétiennes.
Liste des panneaux
| Img | Auteur                                  | Sujet                                                | Genèse          | cm         | Élément                | État        | Ville    | Musée             |
| --- | --------------------------------------- | ---------------------------------------------------- | --------------- | ---------- | ---------------------- | ----------- | -------- | ----------------- |
|     | Andrea del Sarto                        | Histoire de l'enfance de Joseph                      | 37              | 98x135     | cassone bord de lit    | Italie      | Florence | Galerie Palatine  |
|     | Bacchiacca                              | Joseph vendu par ses frères                          | 37, 28          | 26x19      | Dossier ou cassone     | Italie      | Rome     | Galerie Borghèse  |
|     | Agnolo di Domenico del Mazziere (attr.) | Jacob reçoit l'annonce supposée de la mort de Joseph | 37, 32-34       | 75x170     | Dossier ou cassone     | Italie      | Rome     | Galerie Borghèse  |
|     | Pontormo                                | Joseph vendu à Potiphar                              | 39, 1           | 58x50      | cassone                | Royaume-Uni | Londres  | National Gallery  |
|     | Francesco Granacci                      | Capture de Joseph                                    | 39, 12-20       | 95,7x130,5 | Coffre                 | Italie      | Florence | Musée des Offices |
|     | Pontormo                                | Supplice du boulanger                                | 40              | 58x50      | cassone                | Royaume-Uni | Londres  | National Gallery  |
|     | Andrea del Sarto                        | Joseph interprète les rêves du pharaon               | 41              | 98x135     | Cassone ou bord de lit | Italie      | Florence | Galerie Palatine  |
|     | Pontormo                                | Joseph reçoit une demande d'aide de ses frères       | 42, 1-8 o 45, 4 | 35x142     |                        | Royaume-Uni | Londres  | National Gallery  |
|     | Bacchiacca                              | L'Arrestation des frères de Joseph                   | 42, 15-17       | 26x19      | Dossier ou cassone     | Italie      | Rome     | Galerie Borghèse  |
|     | Bacchiacca                              | Joseph reçoit ses frères                             | 43              | 36,2x142,2 | Dossier ou cassone     | Royaume-Uni | Londres  | National Gallery  |
|     | Bacchiacca                              | Recherche de la coupe volée                          | 44, 6           | 26x19      | Dossier ou cassone     | Italie      | Rome     | Galerie Borghèse  |
|     | Bacchiacca                              | Découverte de la coupe volée dans le sac de Benjamin | 44, 12          | 26x19      | Dossier ou cassone     | Italie      | Rome     | Galerie Borghèse  |
|     | Bacchiacca                              | Joseph pardonne à ses frères                         | 44-45           | 36,2x141,6 | Dossier ou cassone     | Royaume-Uni | Londres  | National Gallery  |
|     | Francesco Granacci                      | Joseph présente son père et ses frères au pharaon    | 47, 7           | 95x224     | Tête de lit            | Italie      | Florence | Musée des Offices |
|     | Pontormo                                | Joseph en Égypte                                     | 47, 13e 48      | 93x110     | cassone                | Royaume-Uni | Londres  | National Gallery  |